# Polypodium calirhiza
Polypodium calirhiza är en stensöteväxtart som beskrevs av S.A. Whitmore och A. R. Smith. Polypodium calirhiza ingår i släktet Polypodium och familjen Polypodiaceae. Inga underarter finns listade.

## Bildgalleri

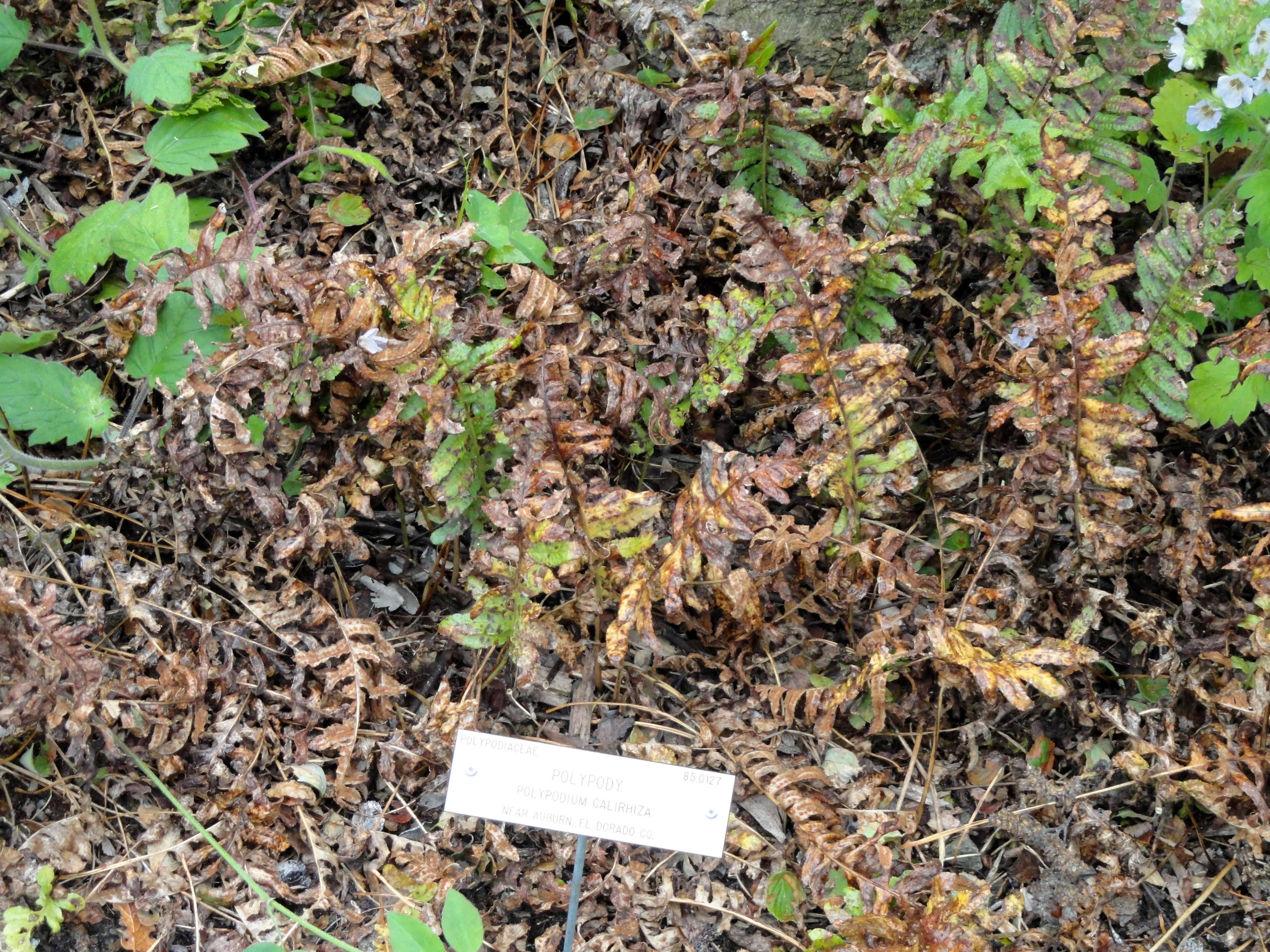
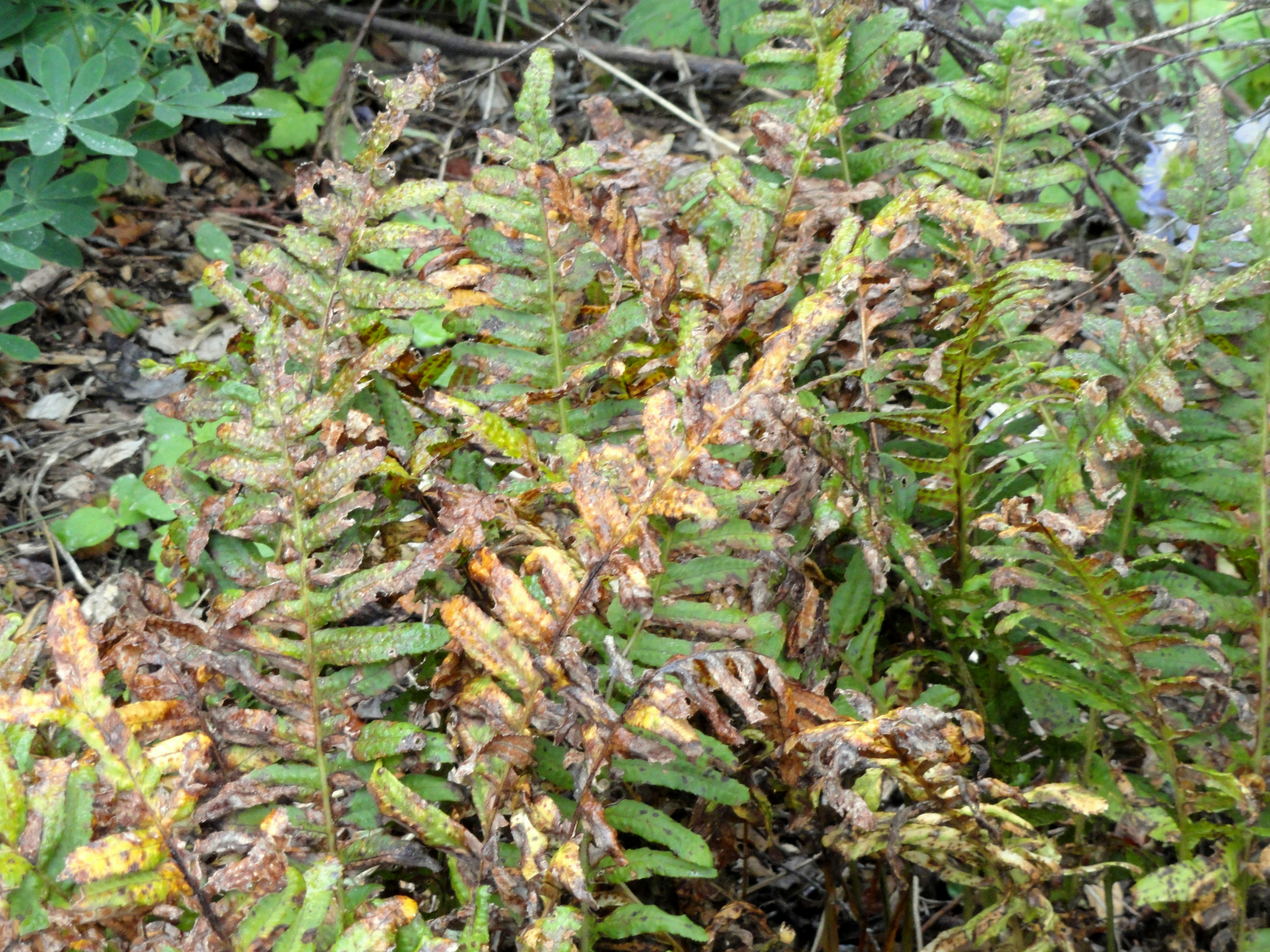